# ANBSC
ANBSC – Agenzia Nazionale per l'amministrazione e la destinazione dei Beni Sequestrati e Confiscati alla criminalità organizzata (deutsch etwa „Nationale Agentur für die Verwaltung und Zuteilung von beschlagnahmten und eingezogenen Gütern der organisierten Kriminalität“) ist die Bezeichnung einer Behörde mit Sitz in Rom, die zum Geschäftsbereich des italienischen Innenministeriums gehört. Ihre Aufgabe ist es, von kriminellen Organisationen erworbene und dann von der Justiz beschlagnahmte und schließlich eingezogene Güter vorübergehend zu verwalten und schließlich zum Nutzen der Allgemeinheit zu verwerten. Bei diesen Gütern handelt es sich meist um Immobilien und Unternehmen.

## Organisation
Die ANBSC unterliegt der Aufsicht des Innenministeriums und des Rechnungshofs. Die Behörde ist verwaltungstechnisch autonom, operativ ist sie vor allem als Hilfsorgan der Justiz tätig. Die Leitung besteht aus dem Direktor, dem Vorstand, einem Rechnungsprüfungsausschuss und einem Beirat. Der Direktor wird auf Vorschlag des Innenministers und nach Kabinettsbeschluss vom Staatspräsidenten ernannt. Ausgewählt wird er unter Präfekten und anderen höheren Beamten oder unter Richtern und Staatsanwälten mit einschlägiger Berufserfahrung. Der Direktor ist Leiter des Vorstands, dem sechs weitere Mitglieder angehören: jeweils ein Richter oder Staatsanwalt werden vom Justizminister und vom nationalen Antimafia-Staatsanwalt ernannt, ein Vertreter des Innenministeriums, zwei spezialisierte Betriebswirte werden gemeinsam vom Innen- und vom Finanzminister ernannt, ein weiterer Finanzexperte vom Ministerpräsidenten. Der Rechnungsprüfungsausschuss besteht aus drei Vollmitgliedern und zwei Vertretern, die vom Innen- und vom Finanzminister aus dem Berufsregister der Wirtschaftsprüfer ausgewählt werden. Der Beirat besteht neben dem ANBSC-Direktor als Vorsitzenden aus bis zu elf Mitgliedern, ernannt von Ministerien, der Konferenz der Regionen und autonomen Provinzen, der Vereinigung italienischer Kommunen, von Arbeitnehmer- und Arbeitgeberverbänden und gemeinnützigen Organisationen. Die Amtszeit des Direktors und der Mitglieder der genannten Organe beträgt vier Jahre, eine weitere Amtszeit ist möglich.
Die Zentrale am Hauptsitz in Rom besteht im Wesentlichen aus vier Abteilungen („Generaldirektionen“), zuständig für: Allgemeine- und Personalangelegenheiten; Grundsatzangelegenheiten bezüglich beschlagnahmter und eingezogener Güter; Grundsatzangelegenheiten bezüglich beschlagnahmter und eingezogener Unternehmen; Haushalt, Finanzen und Liegenschaften. Hinzu kommen zwei kleinere Organisationseinheiten für Sonderaufgaben und Öffentlichkeitsarbeit (Stand 2021).
Auf der Arbeitsebene ist der Hauptsitz in Rom für die (überwiegend mittelitalienischen) Regionen Emilia-Romagna, Toskana, Marken, Umbrien, Latium und Sardinien zuständig, die Außenstelle in Reggio Calabria für Basilikata, Apulien, Kalabrien und Teile Siziliens, die Außenstelle in Palermo für das westliche Sizilien, die in Neapel für Kampanien, Molise und Abruzzen und die in Mailand für die norditalienischen Regionen Aostatal, Piemont, Ligurien, Lombardei, Trentino-Südtirol, Venetien und Friaul-Julisch Venetien (Stand 2021).

## Geschichte
Die Aufgaben der ANBSC wurden bis 2010 zum Teil von der Anstalt für Immobilienaufgaben Agenzia del Demanio übernommen. Die ANBSC wurde 2010 gegründet. Rechtsgrundlage dafür war ein Gesetzesdekret der Regierung Berlusconi vom 4. Februar 2010, das dann vom Parlament am folgenden 31. März in ein Gesetz umgewandelt wurde. Im September 2011 wurden dieses Gesetz und andere rechtliche Regelungen vom sogenannten Antimafia-Gesetzbuch abgelöst. Die dortigen Rechtsgrundlagen der ANBSC wurden 2017 reformiert. Der Hauptsitz der ANBSC befand sich bis Ende 2017 in Reggio Calabria. Nachdem schrittweise kleine Außenstellen entstanden waren, verlegte man den Hauptsitz der Behörde nach Rom und wandelte den bisherigen Dienstsitz in Reggio Calabria (gegen örtlichen Widerstand) in eine Außenstelle um. Die Behörde litt in den ersten Jahren ihres Bestehens an einem eklatanten Mangel an Personal und Ressourcen. Im Jahr 2012 waren rund 30 Mitarbeiter für über 10.000 Immobilien, rund 4.000 bewegliche Sachen und über 1.500 Unternehmen zuständig, von letzteren gingen rund 90 Prozent bankrott. Innenminister Marco Minniti (Kabinett Gentiloni) machte 2017 den Ausbau der Behörde zu einer seiner Prioritäten. Sein Nachfolger Matteo Salvini kündigte im Juni 2018 den weiteren Ausbau der ANBSC an. Während 2012 nur 187 Immobilien verwertet werden konnten, waren es 2017 insgesamt 2.411.

## Besonderer Rechtsrahmen
In Italien wurde zur Bekämpfung der Geldwäsche eine Beweislastumkehr eingeführt, die in bestimmten Fällen greift: Besteht der Verdacht einer mafiösen Vereinigung, so wird das Vermögen mit dem Einkommen verglichen, und bei Zweifeln über die Herkunft des Kapitals kann die Staatsanwaltschaft einen Nachweis über dessen Herkunft verlangen. Laut dem italienischen Staatsanwalt Roberto Scarpinato investierte die Mafia nach der Einführung dieser Beweislastumkehr verstärkt in Deutschland.